# جوسيف غلاسر
جوسيف غلاسر (بالألمانية: Josef Glaser)‏ (11 مايو 1887 بزانكت بلازين في ألمانيا - 12 أغسطس 1969 بفرايبورغ في ألمانيا) هو لاعب كرة قدم ألماني في مركز الوسط، شارك في الألعاب الأولمبية الصيفية 1912. وشارك مع منتخب ألمانيا لكرة القدم. أما مع النوادي، فقد لعب مع نادي فريبيرغ.

## وصلات خارجية
- جوسيف غلاسر على موقع قاعدة بيانات كرة القدم.إي يو (الإنجليزية)
- جوسيف غلاسر على موقع ناشيونال فوتبول تيمز (الإنجليزية)
- جوسيف غلاسر على موقع عالم كرة القدم.نت (الإنجليزية)
- جوسيف غلاسر على موقع أوليمبيديا (الإنجليزية)